# Фукуи, Макото
Макото Фукуи (яп. 福井 誠 Фукуи Макото, р. 28 февраля 1940) — японский пловец, призёр Олимпийских игр, чемпион Азиатских игр.
Макото Фукуй родился в 1940 году в префектуре Симане.
В 1958 году Макото Фукуи стал чемпионом Азиатских игр на дистанции 200 м вольным стилем. В 1960 году на Олимпийских играх в Риме Макото Фукуи завоевал серебряную медаль в эстафете 4×200 м вольным стилем, а на дистанции 400 м вольным стилем финишировал восьмым. В 1964 году на Олимпийских играх в Токио он завоевал бронзовую медаль в эстафете 4×200 м вольным стилем.
Знаменосец сборной Японии на церемонии открытия домашних Олимпийских игр 1964 года в Токио.